# Kazuko Takatsukasa
Kazuko Takatsukasa (鷹司和子, Takatsukasa Kazuko), née le 30 septembre 1929 à Tokyo au Japon et décédée d'une insuffisance cardiaque à l'âge de 59 ans le 26 mai 1989 dans cette même ville, est la troisième fille de l'empereur Shōwa et de l'impératrice Kōjun. Mariée à Toshimichi Takatsukasa, elle est la sœur aînée de l'empereur Akihito.

## Biographie
La princesse de Taka est née au palais impérial de Tokyo. Pendant son enfance elle porte le titre Princesse Impériale Kazuko de la maison princière de Taka (孝宮和子内親王, Taka no miya Kazuko Naishinnō). Comme c'était la tradition à l'époque, elle ne fut plus élevée par ses parents biologiques mais par une succession de dames de cour dans un palais séparé construit pour elle et ses sœurs dans le quartier de Marunouchi à Tokyo. Elle sort diplômée de l'école pour aristocrates Gakushūin  en mars 1948, et passe un an dans la maison de l'ancien chambellan du Japon Saburo Hyakutake pour apprendre à être une bonne épouse. Le 21 mai 1950, elle épouse Toshimichi Takatsukasa, le fils aîné de l'ancien duc et gūji du sanctuaire Meiji, Nobusuke Takatsukasa. La nouvelle du mariage fut très diffusée car c'était la première union entre un membre de la famille impériale et un roturier.
Cependant, le 28 janvier 1966, Toshimichi Takatsukasa fut retrouvé mort par intoxication au monoxyde de carbone dans l'appartement de sa maîtresse, Michiko Maeda, célèbre actrice et hôtesse d'une discothèque de Ginza, donnant lieu à des rumeurs dans la presse, largement spéculatives, d'un double suicide supposé.
Son malheur continua car le 22 août 1966, un intrus armé d'un couteau pénétra dans sa maison en pleine nuit et l'attaqua, la blessant aux deux mains. Elle resta hospitalisée pendant une semaine. L'empereur Shōwa choqué lui ordonna de s'installer dans le palais du Tōgū dans le quartier d'Akasaka (Tokyo) où elle vécut jusqu'à sa mort à l'âge de 59 ans.
De 1974 à 1988, elle fut prêtresse en chef (saishu) du sanctuaire d'Ise.
Les Takatsukasa n'eurent pas d'enfants mais adoptèrent pour héritier Naotake Matsudaira (né en 1945) provenant de l'ancien clan Ogyū-Matsudaira. Ancien président de NEC, il fut prêtre en chef du sanctuaire d'Ise de 2007 à 2017.

## Titres
- 30 septembre 1929 - 21 mai 1950: Son Altesse impériale la princesse Taka
- 21 mai 1950 - 26 mai 1989: Madame Toshimichi Takatsukasa

## Honneurs
: Grand Cordon de l'ordre de la Couronne précieuse

## Source de la traduction
- (en) Cet article est partiellement ou en totalité issu de l’article de Wikipédia en anglais intitulé « Kazuko Takatsukasa » (voir la liste des auteurs).